# Jesinghausen
Jesinghausen ist ein Wohnplatz im Osten der bergischen Großstadt Wuppertal. Die am Ort vorbeiführende Straße ist Namensgeber des Wuppertaler Wohnquartiers Jesinghauser Straße des Stadtbezirks Langerfeld-Beyenburg, in dem sich der Ort befindet. Ein kleiner Teil des Wohnplatzes befindet sich zudem auf Schwelmer Stadtgebiet.

## Lage und Beschreibung

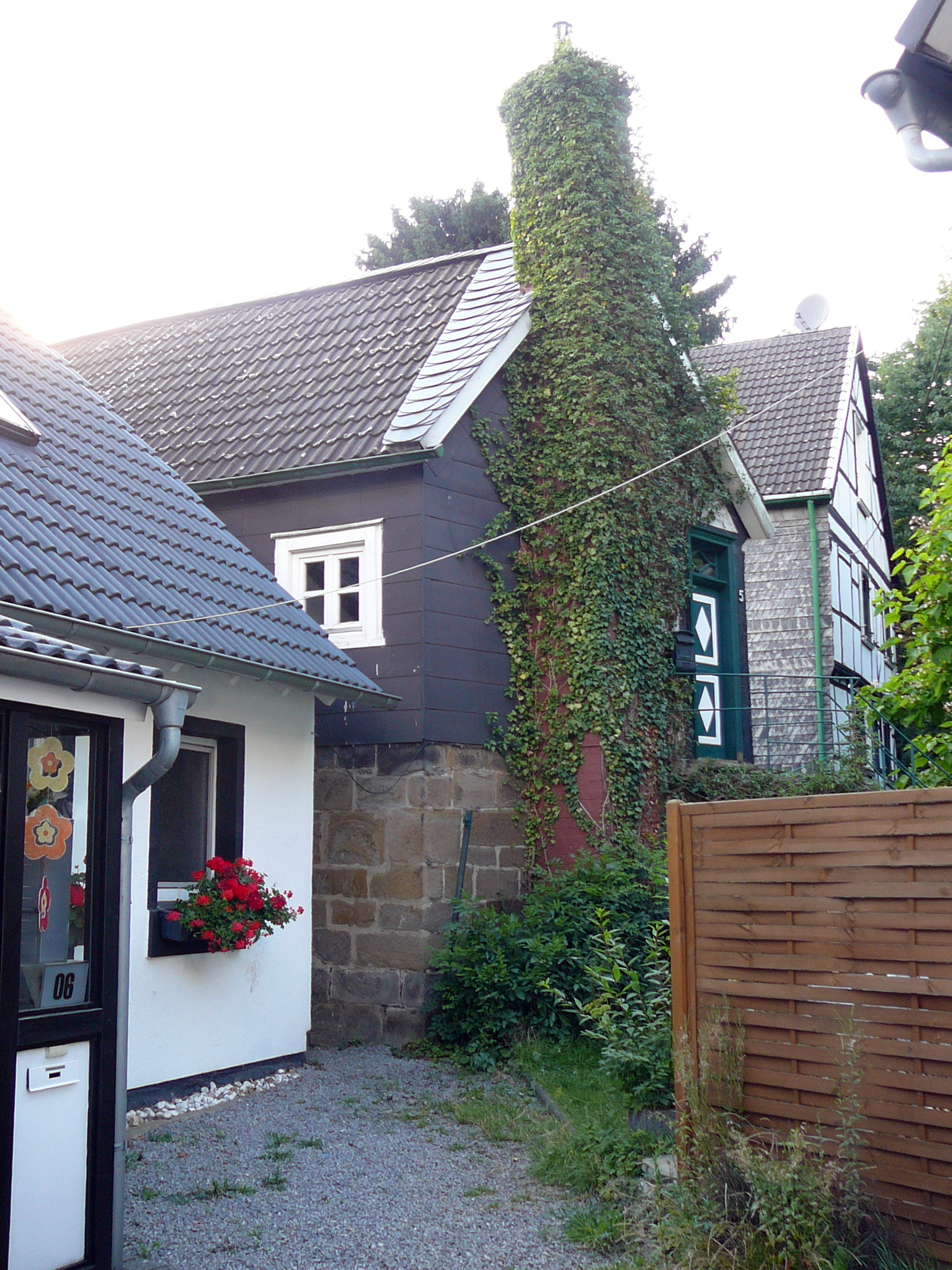
Teil von Jesinghausen

Die Ortslage befindet sich auf einer Höhe von 181 m ü. NHN am Boden der Wuppertaler Senke an der Mündung des Bachs Meine in die Schwelme. Durch den Ort verläuft die Stadtgrenze zwischen Wuppertal und Schwelm, die durch den Bach Meine gebildet wird. Der ursprünglich in der Talaue freistehende Siedlungsplatz ist im Laufe der Zeit von zahlreichen stark genutzten Hauptverkehrswegen, Wohngebieten und Gewerbeflächen umschlossen worden und damit nicht mehr als eigenständige Siedlung erkennbar. Drei der Verkehrswege verlaufen in Ost-West-Richtung und folgen somit dem Verlauf von Wupper und Schwelme, einer in Nord-Süd-Richtung:
Nördlich von der Siedlung verlief auf einem den Ort weit überragenden Bahndamm ab 1879 die Bahnstrecke Düsseldorf-Derendorf–Dortmund Süd. Obwohl die Bahnstrecke seit 1991 in diesem Abschnitt stillgelegt und größtenteils rückgebaut wurde, dominiert der hohe Bahndamm und die parallele Zufahrt zur Bundesautobahn 1 weiterhin die Siedlung.
Am südlichen Rand der Wohnbebauung verläuft die Bundesstraße 7, die bereits 1788 als eine der ersten Kunststraßen Westdeutschlands von Elberfeld durch Jesinghausen und Schwelm nach Hagen ausgebaut wurde. Parallel zu dieser verläuft im Schwelmetal die ab 1844 erbaute Bahnstrecke Elberfeld–Dortmund an Jesinghausen vorbei, die heute als ICE- und S-Bahn-Strecke stark frequentiert wird. Westlich des Orts erstreckt sich das umfangreiche Gelände des Rangierbahnhofs Wuppertal-Langerfeld.
In Nord-Süd-Richtung überspannt die Bundesautobahn 1 seit den 1950er Jahren mittels der Schwelmetalbrücke das Schwelmetal in Höhe des Ortes. Darüber hinaus befindet sich hier die Anschlussstelle Wuppertal-Langerfeld. Jesinghausen liegt seit dem Bau der Auf- und Abfahrten inmitten der in Form eines halben Kleeblatts ausgeführten Anschlussstelle.
Benachbarte Ortslagen, Hofschaften und Wohnplätze sind Beyeröhde, Bramdelle, Dahl, Hilgershöhe, Hippenrode, Hölken, Löhrerlen, Pülsöhde und Trompete auf Wuppertaler und Vörfken auf Schwelmer Stadtgebiet.
In Jesinghausen befindet sich ein mittelalterlicher Bauernturm, er wird mit seinen Aufbauten als Wohngebäude genutzt.

## Geschichte

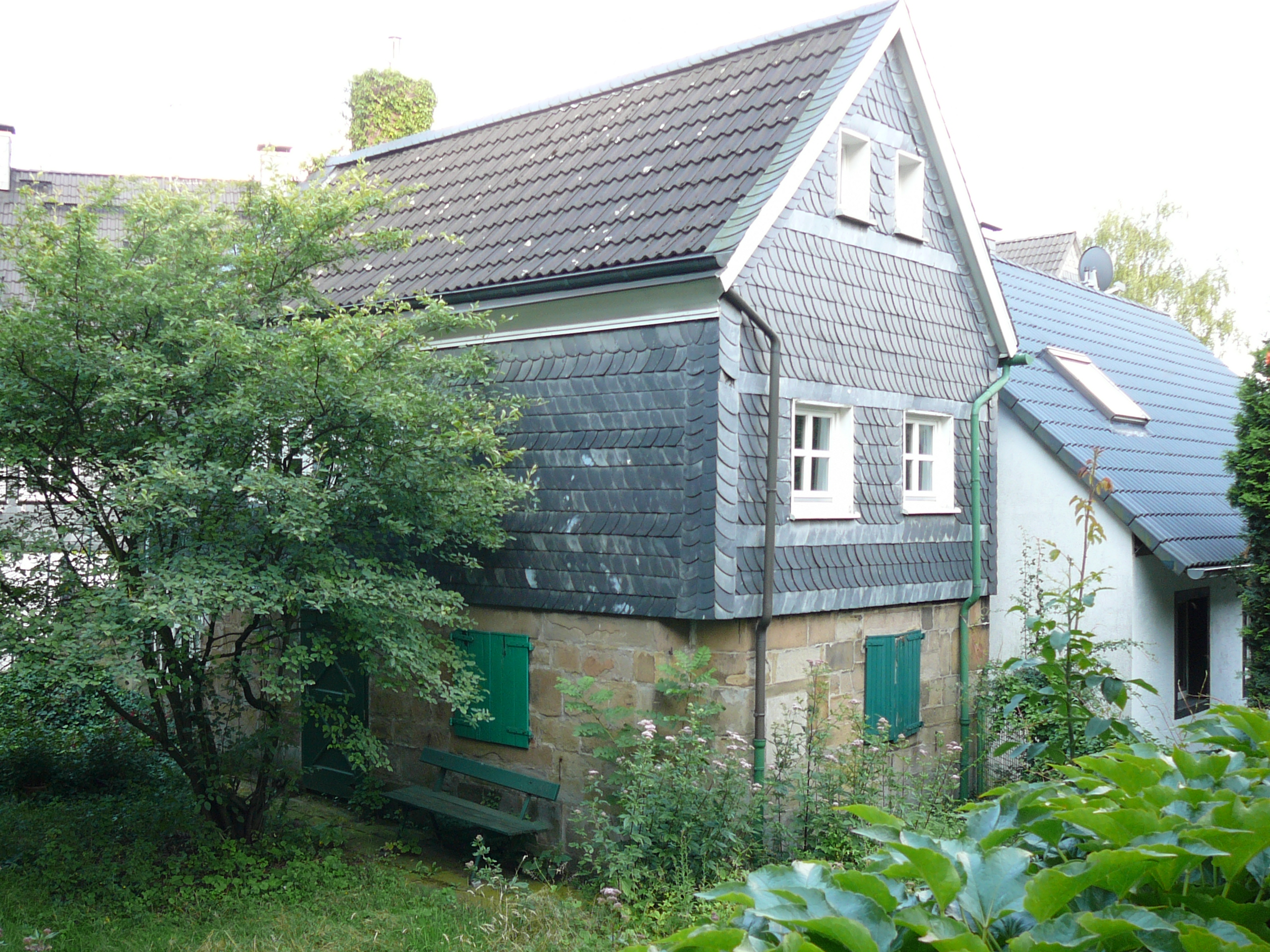
Der mittelalterliche Bauernturm

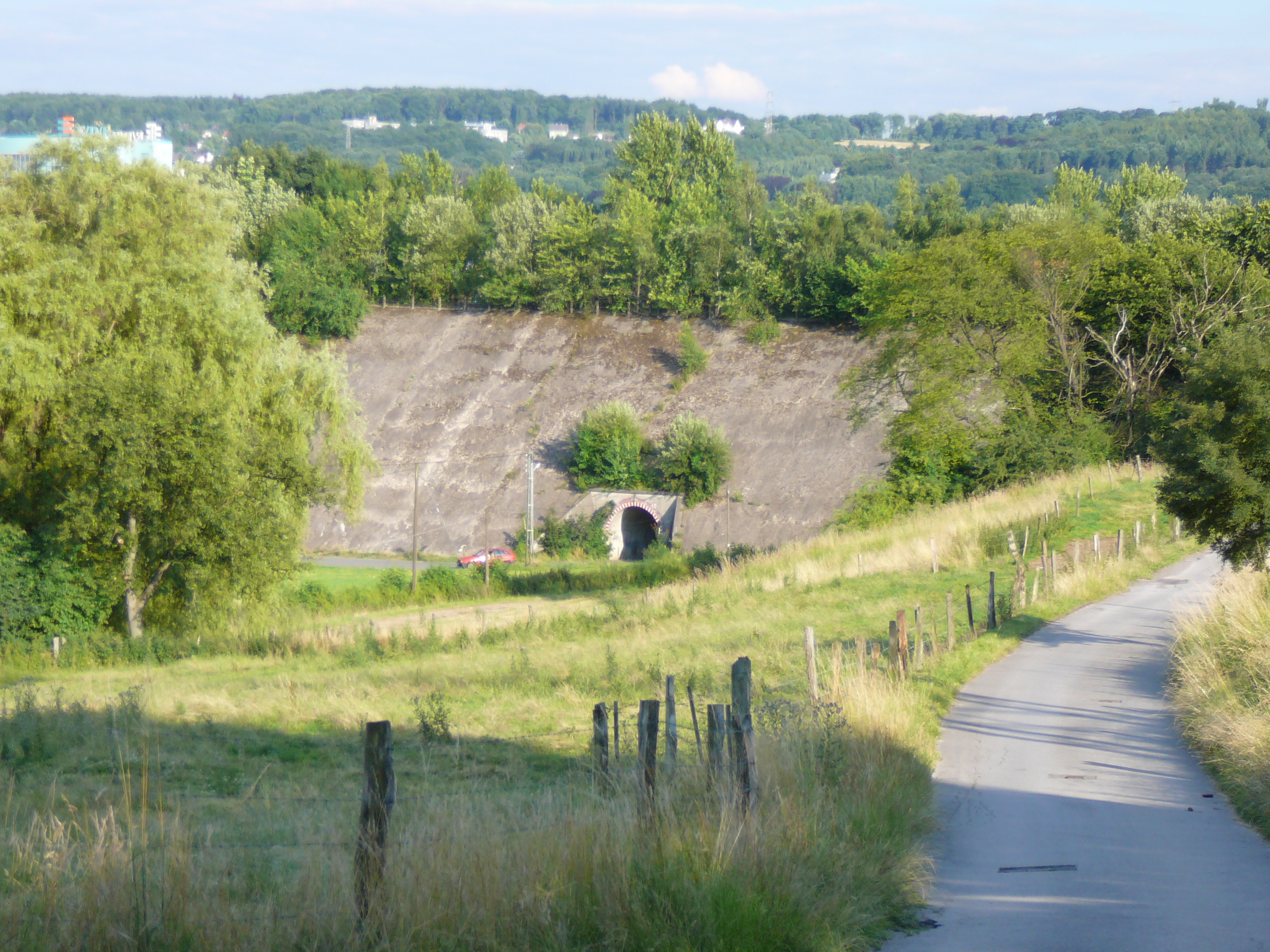
Der große Bahndamm der stillgelegten Bahnstrecke Düsseldorf-Derendorf–Dortmund Süd. Dahinter liegt Jesinghausen.

Der Hof wird um das Jahr 1390 erstmals als Gut Jesingchusen urkundlich erwähnt, 1472 als Jessinckhuis. Der Ort ist auf der Situations Charte vom Fabrickendistrikte im Hochgericht Schwelm von 1788 als Isinghausen, auf der Preußischen Uraufnahme von 1840/44 und auf dem Wuppertaler Stadtplan von 1930 als Jesinghausen eingezeichnet.
Der Name mit dem Bestandteil -inghausen lässt auf eine frühe Besiedlung des Orts im 8. bis 9. Jahrhundert durch Siedler aus sächsischen Einflussbereich schließen. Er lang im Hochmittelalter im Grenzraum zwischen dem sächsischen und fränkischen Einflussbereich. Im Spätmittelalter und der frühen Neuzeit gehörte der Ort teilweise zur Bauerschaft Langerfeld und teilweise zur Bauerschaft Schwelm, beide Bauerschaften des Kirchspiels Schwelm im märkischen Amt Wetter, die Grenze verlief mitten durch den Ort. Jesinghausen gehörte damit den Großteil seiner Geschichte zum Kulturkreis des westfälischen Landesteils des heutigen Nordrhein-Westfalens.
Auch nach 1815 verlief durch den Ort eine Verwaltungsgrenze. Der größere südwestliche Teil gehörte nach der napoleonischen Besetzung zur Landgemeinde Langerfeld der Bürgermeisterei Langerfeld im Landkreis Hagen, der kleinere nordöstliche war der Bürgermeisterei Schwelm zugeordnet. Beide Bürgermeistereien wurden 1843 in westfälische Ämter umgewandelt.
1818 sowie 1822 lebten 123 Menschen im als Dorf kategorisierten Langerfelder Teilort, 29 im als 4 Kothen kategorisierten Schwelmer Teilort.
1838 wurde der Schwelmer Teilort als Jesinghausen I bezeichnet, der Langerfelder als Jesinghausen II. Der laut der Ortschafts- und Entfernungs-Tabelle des Regierungs-Bezirks Arnsberg als Kotten bzw. Ackergut kategorisierte Doppelort besaß zu dieser Zeit 18 Wohnhäuser (sechs zu Schwelm, zwölf zu Langerfeld) und zwei landwirtschaftliche Gebäude (alle zu Langerfeld). Zu dieser Zeit lebten 234 Einwohner (54 zu Schwelm, 180 zu Langerfeld) im Doppelort, bis auf zwei Langerfelder Katholiken allesamt evangelischen Bekenntnisses. Die Gemeinde- und Gutbezirksstatistik der Rheinprovinz führt das Langerfelder Jesinghausen 1871 mit 17 Wohnhäusern und 294 Einwohnern auf. 1887 wurden die Ämter Langerfeld und Schwelm mit den beiden Jesinghauser Teilorten in den Kreis Schwelm umgegliedert.
Im Gemeindelexikon für die Provinz Westfalen von werden für das Jahr 1885 im Langerfelder Jesinghausen 19 Wohnhäuser mit 266 Einwohnern angegeben. Die Ausgabe für 1895 führt 20 Wohnhäuser mit 283 Einwohnern auf, die Ausgabe für 1905 20 Wohnhäuser mit 266 Einwohnern.
Am 5. August 1922 wurde Langerfeld mit seinem Teil von Jesinghausen in die Stadt Barmen, heute Stadtteil von Wuppertal, eingemeindet und wurde damit rheinisch. Mit dem Bau der Bahnstrecke Düsseldorf-Derendorf–Dortmund Süd und der Bundesautobahn 1 wurden mehrere Gebäude des Schwelmer Teils abgetragen.